# Liste der Kulturdenkmäler in Weisenheim am Berg
In der Liste der Kulturdenkmäler in Weisenheim am Berg sind alle Kulturdenkmäler der rheinland-pfälzischen Ortsgemeinde Weisenheim am Berg aufgeführt. Grundlage ist die Denkmalliste des Landes Rheinland-Pfalz (Stand: 19. Dezember 2024).

## Einzeldenkmäler
| Bezeichnung                  | Lage                                   | Baujahr                    | Beschreibung | Bild                           |
| ---------------------------- | -------------------------------------- | -------------------------- | --- | ------------------------------ |
| Friedhofskreuz und Grabmäler | Am Wingertsberg, auf dem Friedhof Lage | ab 1846                    | Friedhof 1846 angelegt; Friedhofskreuz bezeichnet 1846; Grabmäler: Familie Messer ab 1869, Ädikula; Eheleute Kohl († 1893 und 1898), Ädikula; Familie Vetter, altarartiger Aufbau, spätes 19. Jahrhundert; anonymes Grab, Galvano-Engel, spätes 19. Jahrhundert | BW                             |
| Kriegerdenkmal               | Hauptstraße, neben Nr. 22 Lage         | 1920er Jahre               | Kriegerdenkmal 1914/18 und 1939/45, abgeschrankte gemauerte Anlage mit Stele, zugehörig der Wirtschaftsbau der 1950er Jahre | Fotos hochladen                |
| Synagoge                     | Hauptstraße 28a Lage                   | 1832                       | ehemalige Synagoge, heute Kulturhaus; kleiner Krüppelwalmdachbau mit Rundbogenöffnungen, bezeichnet 1832 | weitere Bilder Fotos hochladen |
| Hofanlage                    | Hauptstraße 29 Lage                    | 1767                       | Hakenhof; spätbarocker Krüppelwalmdachbau, bezeichnet 1767 und 1768, spätklassizistisch überformt; straßenbildprägend | BW                             |
| Hofanlage                    | Hauptstraße 33 Lage                    | 1751                       | Dreiseithof; im Kern spätbarocker Putzbau, bezeichnet 1751, Umbau 1910; spätbarockes Hoftor bezeichnet 1752; in Wirtschaftsflügel Spolie, bezeichnet 1813 | BW                             |
| Katholisches Schulhaus       | Hauptstraße 35 Lage                    | 1838                       | ehemaliges katholisches Schulhaus, heute Apotheke; spätklassizistischer Walmdachbau, 1838, Architekt August von Voit, Speyer, Aufstockung um 1882 | Fotos hochladen                |
| Brunnen                      | Hauptstraße, bei Nr. 36 Lage           | 1854                       | Pumpbrunnen, Sandsteintrog, eiserner Pumpenstock, bezeichnet 1854 | BW                             |
| Katholische Kirche St. Jakob | Hauptstraße 39 Lage                    | 1932/33                    | Saalbau im Heimatstil, 1932/33, Architekt Hans Seeberger, Kaiserslautern | weitere Bilder Fotos hochladen |
| Brunnen                      | Hauptstraße, vor Nr. 40/42 Lage        | 19. Jahrhundert            | Pumpbrunnen, eiserner Brunnenstock, Eimergitter, Ablaufrinne, 19. Jahrhundert | BW                             |
| Hofanlage                    | Hauptstraße 48 Lage                    | 18. Jahrhundert            | Hakenhof, 18. Jahrhundert; spätbarocker Krüppelwalmdachbau, teilweise Fachwerk, Pforte bezeichnet 1792, Volutenstein bezeichnet 1739 | BW                             |
| Hofanlage                    | Hauptstraße 49 Lage                    | Mitte des 19. Jahrhunderts | Dreiseithof, Mitte des 19. Jahrhunderts; spätklassizistischer Krüppelwalmdachbau, bezeichnet 1850, älterer Keller, bezeichnet 1792, Stall bezeichnet 1797, Vorbehalt mit Krüppelwalmdach, 1861, ehemalige Pferdestall, Kelterhaus                               | BW                             |
| Hofanlage                    | Hauptstraße 50 Lage                    | 1698                       | Hakenhof; Krüppelwalmdachbau, teilweise mit Zierfachwerk, bezeichnet 1698 | BW                             |
| Architekturteile             | Hauptstraße, an Nr. 57 Lage            | 1593                       | Kellerzugang, bezeichnet 1593; Fenstersturz, bezeichnet 1600 | BW                             |
| Brunnen                      | Hauptstraße, vor Nr. 59a Lage          | 19. Jahrhundert            | Pumpbrunnen, Sandsteintrog, gusseiserner Brunnenstock, 19. Jahrhundert | BW                             |
| Hofanlage                    | Hauptstraße 60 Lage                    | 1567                       | kleine Hofanlage; eingeschossiger Renaissancebau, bezeichnet 1567, Erweiterung bezeichnet 1810; Sturzbalkenfragment bezeichnet 1604, Hoftor bezeichnet 1848 | BW                             |
| Brunnen                      | Hauptstraße, vor Nr. 60 Lage           | 19. Jahrhundert            | Pumpbrunnen, eiserner Brunnenstock, Eimergitter, Ablaufrinne, 19. Jahrhundert | BW                             |
| Hofanlage                    | Hauptstraße 72 Lage                    | 19. Jahrhundert            | großzügiger Vierseithof, 19. Jahrhundert; langgestreckter zweieinhalbgeschossiger Torhausbau, 1869, Wirtschaftsbauten 1872, Ställe, Brunnen | Fotos hochladen                |
| Hofanlage                    | Hauptstraße 80 Lage                    | 19. Jahrhundert            | großzügiger Vierseithof, 19. Jahrhundert; zweieinhalbgeschossiges Wohnhaus, bezeichnet 1855; Kellerzugang bezeichnet 1759, Wirtschaftsbauten 1888, Erneuerung zum Teil vom Anfang des 20. Jahrhunderts                                                          | BW                             |
| Protestantische Kirche       | Kirchgasse 6 Lage                      | um 1300                    | barockes, im Kern romanisches Schiff, vor 1726, gotischer Chor um 1300; ortsbildprägend; ehemaliger Friedhof mit Grabmälern des 18. und 19. Jahrhunderts | weitere Bilder Fotos hochladen |
| Wohnhaus                     | Kleine Weingasse 7 Lage                | 1558                       | eingeschossiger spätbarocker Fachwerkbau über älterem Keller, bezeichnet 1558 | BW                             |
| Brunnen                      | Kleine Weingasse, vor Nr. 8 Lage       | 19. Jahrhundert            | Pumpbrunnen, eiserner Brunnenstock, Eimergitter, Ablaufrinne, 19. Jahrhundert | BW                             |
| Hofanlage                    | Leistadter Straße 1 Lage               | 18. Jahrhundert            | Hofanlage, 18. Jahrhundert; barockes Wohnhaus, 1793 (?), Wirtschaftsbau bezeichnet 1769, platzbildprägende Hofmauer mit Torfahrt | BW                             |
| Dorfplatz                    | Leistadter Straße, vor Nr. 1 Lage      | 1737                       | Dorfplatz; Stutzerstein, angeblich von 1737; eiserner Pumpbrunnen, 19. Jahrhundert; Friedenslinde, 1871 | Fotos hochladen                |
| Wohnhaus                     | Leistadter Straße 6 Lage               | 1824                       | eingeschossiger Krüppelwalmdachbau, 1824, Gartenpavillon frühes 20. Jahrhundert; straßenbildprägend | Fotos hochladen                |
| Kilometerstein               | südlich des Ortes an der L 517 Lage    | 1872                       | Kilometerstein, Säulenstumpf aus Sandstein, bezeichnet 1872 | Fotos hochladen                |